# هانا أوزبورن
هانا أوزبورن (من مواليد 10 مارس 1994) هي مجدفة من نيوزيلندا. وعضوة في المنتخب الوطني الرياضي، تأهلت لدورة الألعاب الأولمبية الصيفية 2020 . تم اختيارها في رياضة المجذاف المزدوج إلى جانب اللاعبة Brooke Donoghue ، لتحل محل حاملة لقب بطل العالم مرتين أوليفيا لو .

## النشأة
ولدت أوزبورن عام 1994.  هي الأكبر من بين أربعة أطفال، نشأت مع والدها بعد انفصال والديها؛ حيث ذهب أشقاؤها مع والدتها. يدير والدها مزرعة أغنام ولحوم أبقار مساحتها نحو 3000 فدان في منطقة وايكاتو في نيوزلندا. التحقت في البداية بكلية بيوبيو في منطقة وايتومو ثم انتقلت إلى مدرسة وايكاتو ديوسيسان في هاميلتون . 

## مهنة التجديف
بينما كانت أوزبورن في كلية Piopio ، بدأت في التجديف في عام 2009 وانتقلت إلى مدرسة Waikato Diocesan حيث قدمت تلك المدرسة برنامجًا للتجديف.  لموسم التجديف 2011/12 انضمت إلى مركز وايكاتو لأداء التجديف وتم إرسالها إلى بطولة العالم للتجديف للناشئين لعام 2012 في بلوفديف في بلغاريا. تنافس فريقها في سباقات المجذاف الرباعية وفاز بميدالية برونزية. في العام التالي شاركت في سباقات التجديف الرباعي في بطولة العالم للتجديف تحت 23 عامًا 2013 في أوتنشايم، في النمسا ، حيث جاء فريقها (بما في ذلك أوليفيا لو ) في المركز الخامس. بعد ذلك الموسم انتقلت إلى جامعة فيرجينيا (UVA) للدراسة والتجديف.   ثم في أكتوبر 2014 كانت أوزبورن جزءًا من فريق UVA الثامن للسيدات الذي فاز برئاسة تشارلز ريجاتا في بوسطن في ماساتشوستس ، في الولايات المتحدة. ثم بعد مشاكل في UVA انتقلت إلى جامعة كاليفورنيا ، بيركلي . 

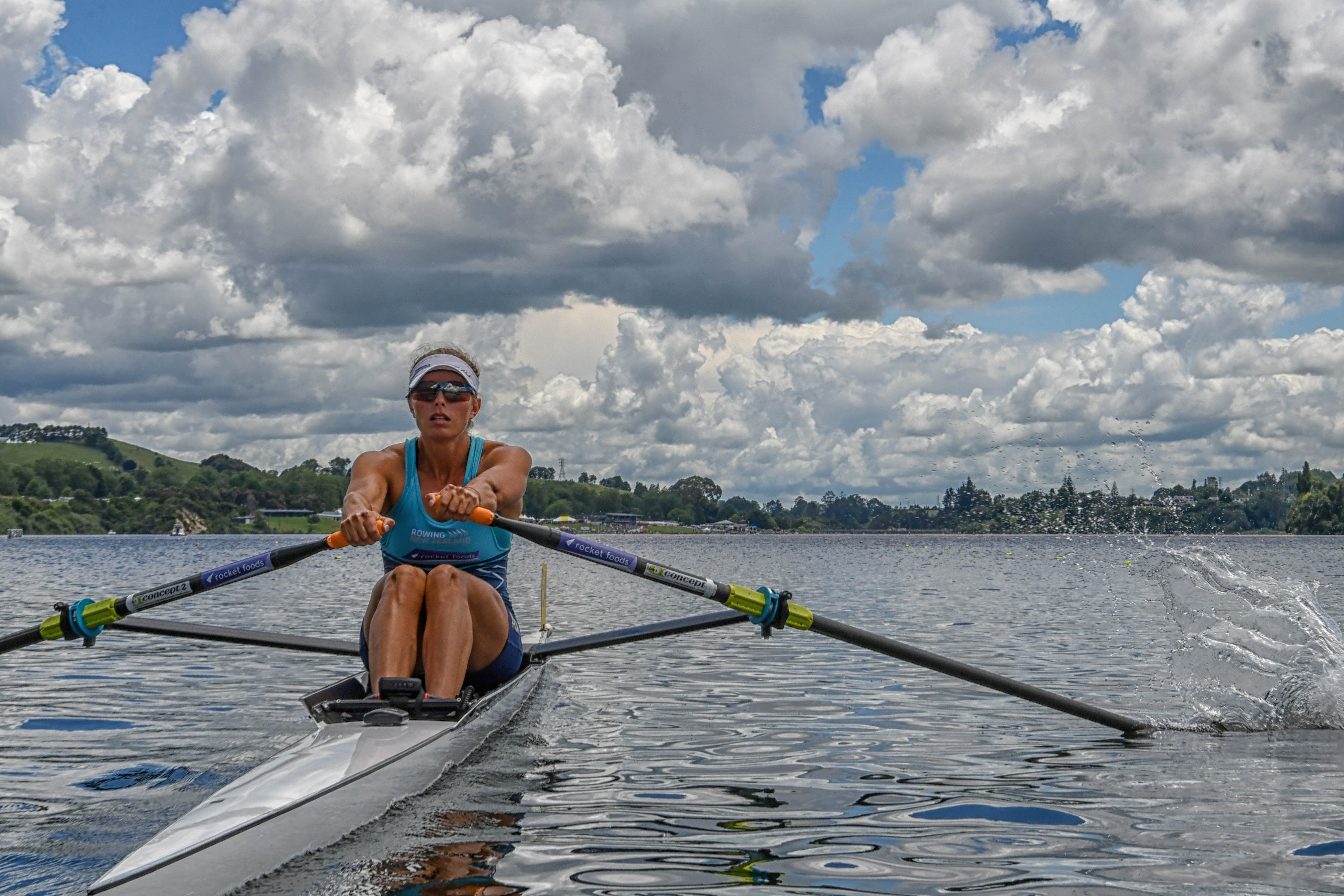
أوزبورن في 2018 في سباق القوارب على بحيرة كارابيرو